# Raffaele Russo (allenatore)
Raffaele Russo (...) è un allenatore di calcio italiano.

## Carriera
Nella stagione 1942-1943 allena la Pietro Resta di Taranto nel campionato di Serie C.
Allenò l'Audace Taranto nel Campionato nazionale misto pugliese del 1945, in cui la sua squadra fu esclusa per scorrettezze del proprio pubblico alla 20ª giornata (il campionato misto pugliese fu poi completamente invalidato dalla FIGC); tornò alla guida dei rossi in Serie C 1945-1946, in sostituzione di Ferenc Plemich (da verificare il momento preciso della sostituzione).
Nella stagione 1946-1947 ha allenato il Taranto per diciassette partite nel campionato di Serie B. Nella stagione 1949-1950 è stato per sette giornate (dalla dodicesima alla diciannovesima) direttore tecnico dell'Arsenaltaranto in Serie B con Mario Salvati allenatore.